# Rut Brangmo
Rut Ann-Marie Brangmo, född Jonsson den 3 november 1926 i Jönköping, död den 15 oktober 2022, var en svensk målare och grafiker.
Brangmo studerade konst vid Slöjdföreningens skola i Göteborg och var yrkesverksam som konstnär från 1970. Hon medverkade i ett stort antal utställningar med olika konstföreningar. Separat ställde hon ut på  Ljusterö konstmuseum 2014. Hennes konst består av porträtt, landskapsmålningar och etsningar. Brangmo är representerad vid Solna kommun och Stockholms läns landsting.